# Sant Pere de Codinet
Sant Pere de Codinet, o simplement Codinet, és un nucli del municipi de la Ribera d'Urgellet, a l'Alt Urgell. Actualment té 5 habitants. El 1860 hi són documentades la Masia de Codinet i la capella de Sant Pere de Codinet.
Hi havia hagut un monestir benedictí de Sant Climent de Codinet, a l'esquerra del Segre a prop del termal amb Noves de Segre, edifici que s'emportà una riuada del Segre després d'ésser abandonat.
Sant Climent de Codinet va ser fundat entre 819 i 829 per Sentefred, primer abat. El 840 la comunitat estava formada per 12 monjos. El 1004 el comte d'Urgell, Ermengol I el va unir al monestir de Sant Andreu de Tresponts i, amb aquest, al monestir de Ripoll el 1079.